# Estigmene flaviceps
Estigmene flaviceps là một loài bướm đêm thuộc phân họ Arctiinae, họ Erebidae.